# Manu Prakash
Manu Prakash (...) è uno scienziato indiano.
Ha studiato all'Università "Indian Institute of Technology" a Kanpur in India e, successivamente, al Massachusetts Institute of Technology di Boston, dal 2011 è assistente professore di bioingegneria della Stanford University. Ha ricevuto il premio MacArthur Fellowship nel settembre 2016. Lui ed il suo team studiano la possibilità di ottenere strumenti scientifici utili con scarsità di risorse (frugal science).

## Invenzioni
- 2012 "OScan" uno strumento che applicato ad uno smartphone ed una applicazione che aiutano la diagnosi di tumore del cavo orale.[2]
- 2012 "Foldscope" un semplice microscopio con struttura in cartoncino pieghevole dal costo di 50 centesimi di dollaro[3];[4]
- 2016 "Paperfuge" una semplice centrifuga per le analisi del sangue dal costo di 20 centesimi di dollaro e che riesce a raggiungere 125.000 rpm[5][6]